# 離石区
離石区（りせき-く）（Lishi District）は中華人民共和国山西省呂梁市に位置する市轄区。

## 歴史
戦国時代には趙により離石邑と称されていた。県制としては秦朝が設置した離石県を前身とする。後漢では西河郡の郡治、西晋では西河国の国治とされた。南北朝時代になると北斉により昌化県として再設置、577年（建徳6年）には北周により離石県と改称された。
隋代になると大業年間以降は離石郡の郡治とされ、唐代には石州の州治とされた。明朝が成立すると離石県は廃止となり、管轄区域は石州の直轄とされた。1567年（隆慶元年）、石州は永寧州と改称された。
1912年（民国元年）、州制廃止にともない永寧州は永寧県と改編、1914年（民国3年）に永寧県は離石県と改称された。1954年、方山県と統合され離山県とされたが、1958年に再分割され離石県とされた。1996年、県級市昇格とともに離石市、2003年には地級市の呂梁市の成立とともに離石区と改編され現在に至る。

## 行政区画
- 街道:浜河街道、鳳山街道、蓮花池街道、城北街道、田家会街道、交口街道、西属巴街道
- 鎮:呉城鎮、信義鎮
- 郷:棗林郷、坪頭郷